# أوريتش تافيرتشوفير
أوريتش تافيرتشوفير (بالألمانية: Ulrich Taffertshofer)‏ (14 فبراير 1992 ببنتزبرغ في ألمانيا - ) هو لاعب كرة قدم ألماني في مركز قلب الدفاع. لعب مع نادي أونترهاخينغ وSV Wacker Burghausen ‏ وTSV 1860 Munich II ‏.

## روابط خارجية
- أوريتش تافيرتشوفير على موقع قاعدة بيانات كرة القدم.إي يو (الإنجليزية)
- أوريتش تافيرتشوفير على موقع بيانات كرة القدم. دي إي (الألمانية)
- أوريتش تافيرتشوفير على موقع عالم كرة القدم.نت (الإنجليزية)